# Кровиця-Сама
Коровиця Сама (пол. Krowica Sama) — село в Польщі, у гміні Любачів Любачівського повіту Підкарпатського воєводства.
Населення — 730 осіб (2011).

## Історія
У 1939 році в селі проживало 990 мешканців, з них 760 українців-грекокатоликів, 110 українців-римокатоликів, 60 поляків і 60 євреїв. Село входило до ґміни Лісє Ями Любачівського повіту Львівського воєводства.
У середині вересня 1939 року німці окупували село, однак вже 26 вересня 1939 року мусіли відступити, оскільки за пактом Ріббентропа-Молотова територія належала до радянської зони впливу. 17 січня 1940 р. село включене до Любачівського району Львівської області. В червні 1941, з початком Радянсько-німецької війни, село знову було окуповане німцями. В липні 1944 року радянські війська зайняли село.
У жовтні 1944 року село у складі західних районів Львівської області віддане Польщі, поляки почали терор, грабуючи й убиваючи українців — убито 9 осіб, спалено 7 господарств.
Українське населення вивезено до СРСР та на понімецькі землі.
У 1975-1998 роках село належало до Перемишльського воєводства.

## Відомі люди
- Равлик Іван Романович — член Революційного Проводу ОУН, заступник референта СБ ОУН.

## Церква
Дерев'яна церква св. Михаїла була збудована в 1870 р., парафіяльна, знищена після депортації українців. Парафія належала до Любачівського деканату Перемишльської єпархії УГКЦ.

## Демографія
Демографічна структура станом на 31 березня 2011 року:
|          | Загалом | Допрацездатний вік | Працездатний вік | Постпрацездатний вік |
| -------- | ------- | ------------------ | ---------------- | -------------------- |
| Чоловіки | 367     | 79                 | 247              | 41                   |
| Жінки    | 363     | 76                 | 212              | 75                   |
| Разом    | 730     | 155                | 459              | 116                  |